# Fratta Todina
Fratta Todina è un comune italiano di 1 886 abitanti della provincia di Perugia in Umbria.

## Geografia fisica
Scorrono nel territorio comunale il Tevere ed il torrente Faena.
- Classificazione climatica: zona D, 1915 GR/G

Fratta Todina fa parte della Comunità Montana Orvietano Narnese Amerino Tuderte.

## Storia
Sorta attorno a un castello medievale che apparteneva al vescovo della diocesi di Todi passò agli inizi del XV secolo a Braccio da Montone per poi tornare sotto il dominio di Todi seguendone le sorti.

## Monumenti e luoghi d'interesse
Fra gli edifici più rappresentativi sono il Palazzo Vescovile del XVII secolo e la Chiesa Parrocchiale dell'Ottocento.
Nella frazione di Spineta si trova uno dei più antichi conventi francescani, risalente al 1291.

## Società

### Evoluzione demografica
Abitanti censiti

### Etnie e minoranze straniere
Secondo i dati ISTAT al 31 dicembre 2010 la popolazione straniera residente era di 231 persone. Le nazionalità maggiormente rappresentate in base alla loro percentuale sul totale della popolazione residente erano:
- Romania 101 5,33%
- Marocco 44 2,32%

## Geografia antropica

### Frazioni
| POS. | Località  | Abitanti | Superficie | Densità |
| ---- | --------- | -------- | ---------- | ------- |
| 1    | Spineta   | 81       | 2,2        | 36,82   |
| 2    | Pontecane | 47       | 2,6        | 18,07   |
| 3    | Stazione  | 32       | 2,4        | 13,33   |
|      | Totale    | 160      | 7,2        | 22,22   |

### Il capoluogo
Il paese di Fratta Todina da solo conta 1 687 abitanti distribuiti in 10,23 km², con una densità di 164,91 abitanti per km².

## Amministrazione
Fratta Todina risulta tra le "roccaforti rosse" dell'Umbria, tuttora inespugnata. Fino alla svolta de la "Bolognina" il PCI ha governato con percentuali larghissime (vicine talvolta al 90%). 
| Nº             | Primo cittadino | Primo cittadino | Primo cittadino              | Mandato        | Mandato        | Partito                                                         | Carica                                     |                |
| Nº             | Primo cittadino | Primo cittadino | Primo cittadino              | Inizio         | Fine           | Partito                                                         | Carica                                     |                |
| Sindaci eletti | Sindaci eletti  | Sindaci eletti  | Sindaci eletti               | Sindaci eletti | Sindaci eletti | Sindaci eletti                                                  | Sindaci eletti                             | Sindaci eletti |
| -------------- | --------------- | --------------- | ---------------------------- | -------------- | -------------- | --------------------------------------------------------------- | ------------------------------------------ | -------------- |
| 1              |                 |                 | Luciano Bianchi              | 1 luglio 1985  | 26 giugno 1990 | Partito Comunista Italiano                                      | Sindaco eletto con il 88,68% dei voti.     |                |
|                |                 |                 | Luciano Bianchi              | 27 giugno 1990 | 23 aprile 1995 | Partito Comunista Italiano - Partito Democratico della Sinistra | Sindaco confermato con il 84,91% dei voti. |                |
| 2              |                 |                 | Giuliana Bicchieraro         | 24 aprile 1995 | 13 giugno 1999 | Partito Democratico della Sinistra - Democratici di Sinistra    | Sindaco eletto con il 76,22% dei voti.     |                |
|                |                 |                 | Giuliana Bicchieraro         | 14 giugno 1999 | 13 giugno 2004 | Democratici di Sinistra                                         | Sindaco confermato con il 62,03% dei voti. |                |
| 3              |                 |                 | Stefano Mencacci             | 14 giugno 2004 | 7 giugno 2009  | Democratici di Sinistra - Partito Democratico                   | Sindaco eletto con il 80,21% dei voti.     |                |
| 4              |                 |                 | Maria Grazia Pintori Finozzi | 8 giugno 2009  | 25 maggio 2014 | Partito Democratico                                             | Sindaco eletto con il 59,37% dei voti.     |                |
|                |                 |                 | Giuliana Bicchieraro         | 26 maggio 2014 | 26 maggio 2019 | Partito Democratico                                             | Sindaco eletto con il 64,93% dei voti.     |                |
| 5              |                 |                 | Gianluca Coata               | 27 maggio 2019 | 9 giugno 2024  | Partito Democratico                                             | Sindaco eletto con il 82,27% dei voti.     |                |
|                |                 |                 | Gianluca Coata               | 10 giugno 2024 | "in carica"    | Partito Democratico                                             | Sindaco confermato con il 58,70% dei voti. |                |

## Galleria d'immagini

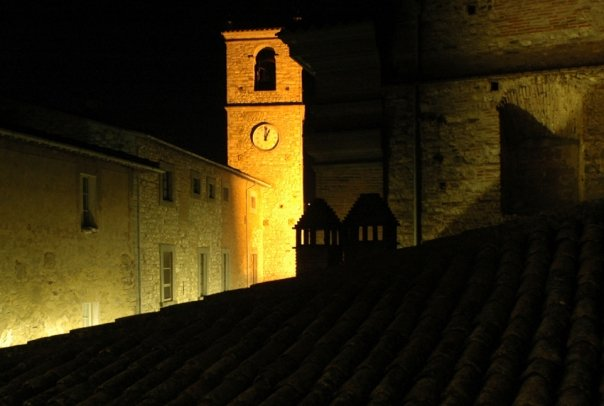
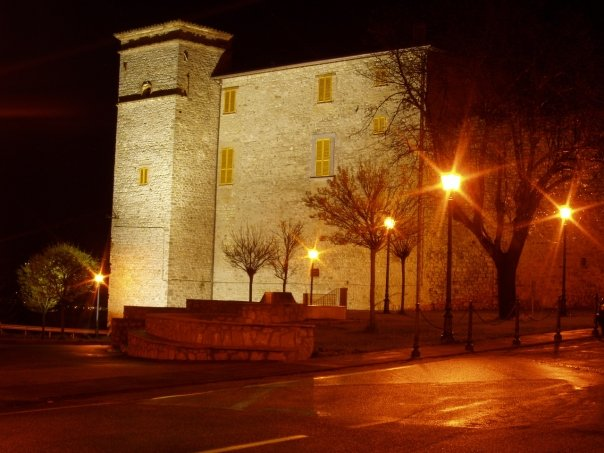
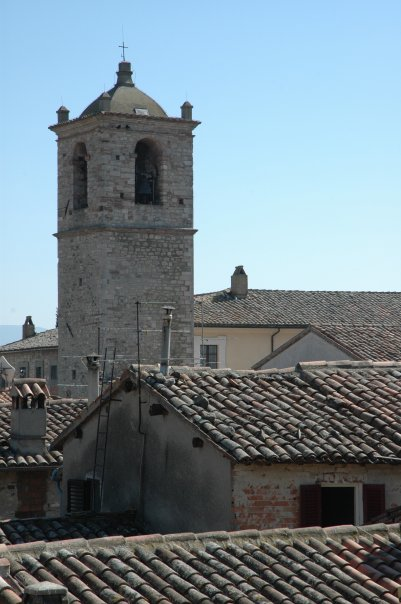
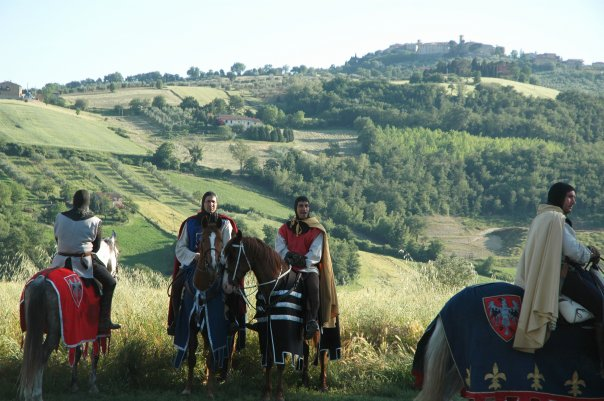
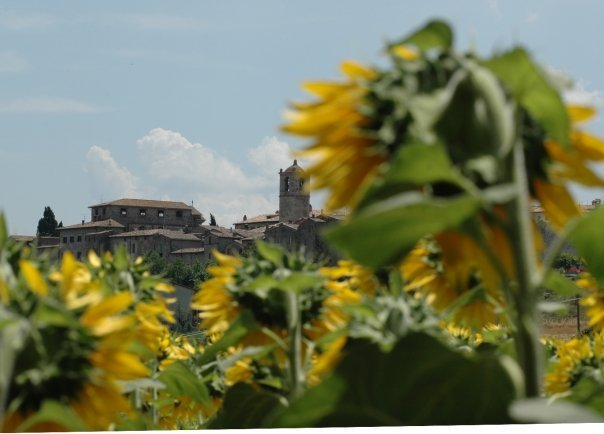
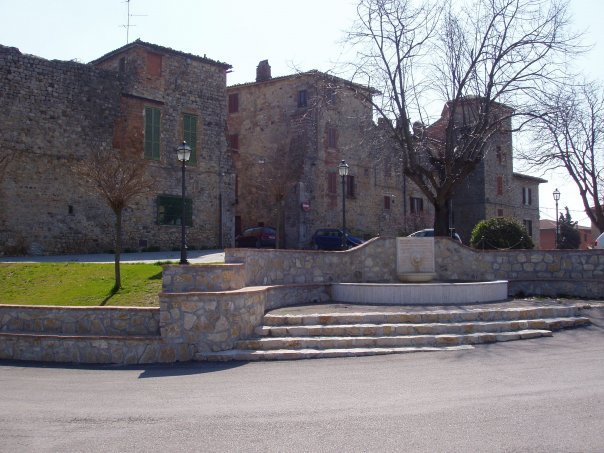
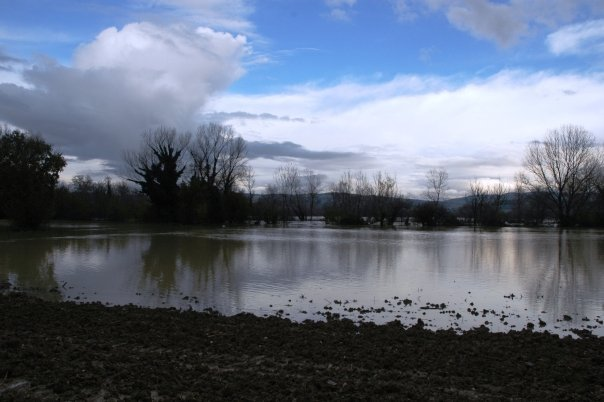
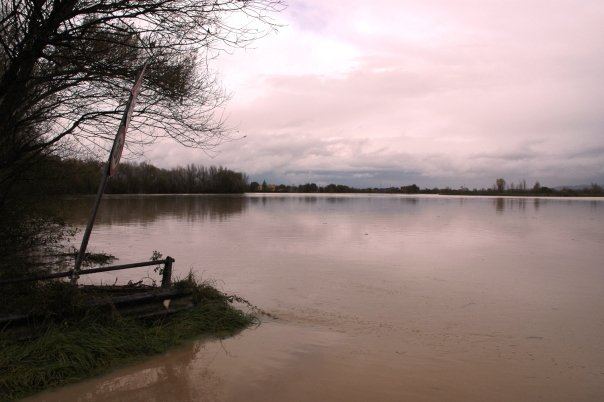
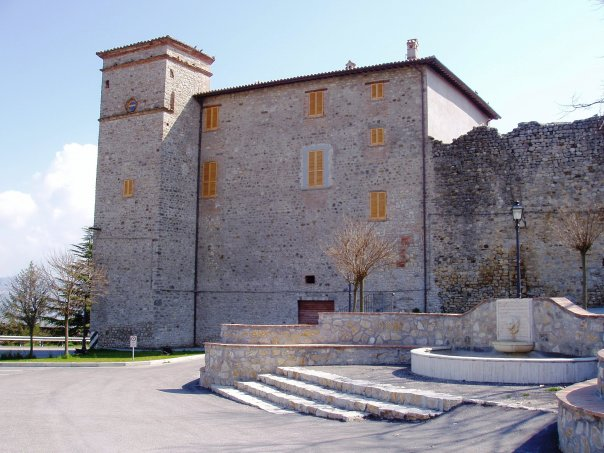
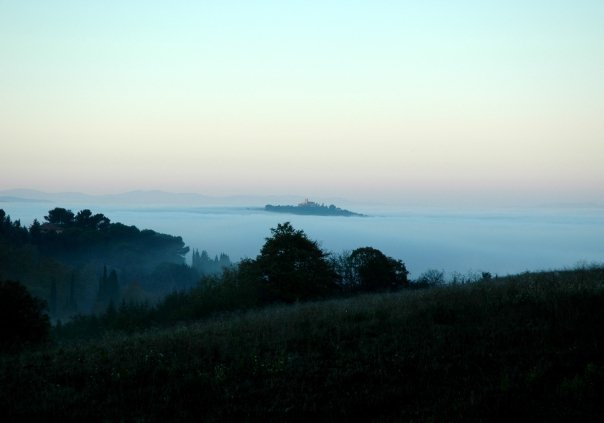
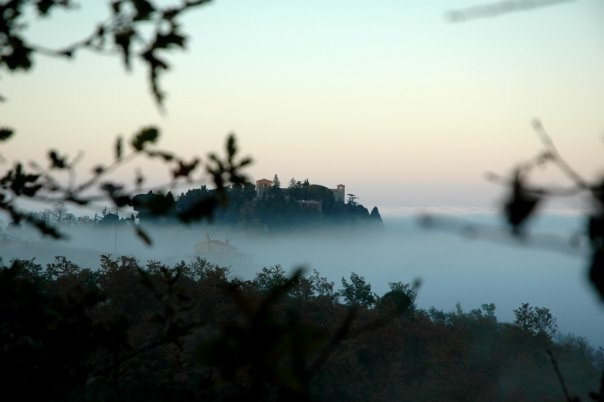
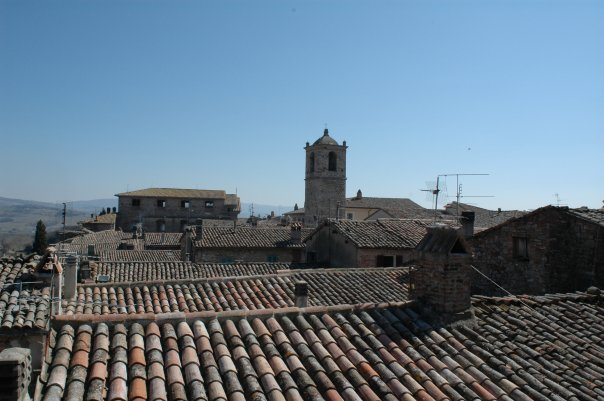
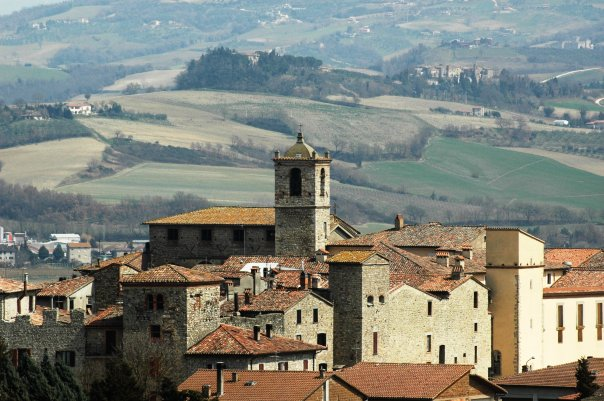